# Lexikon des Mittelalters

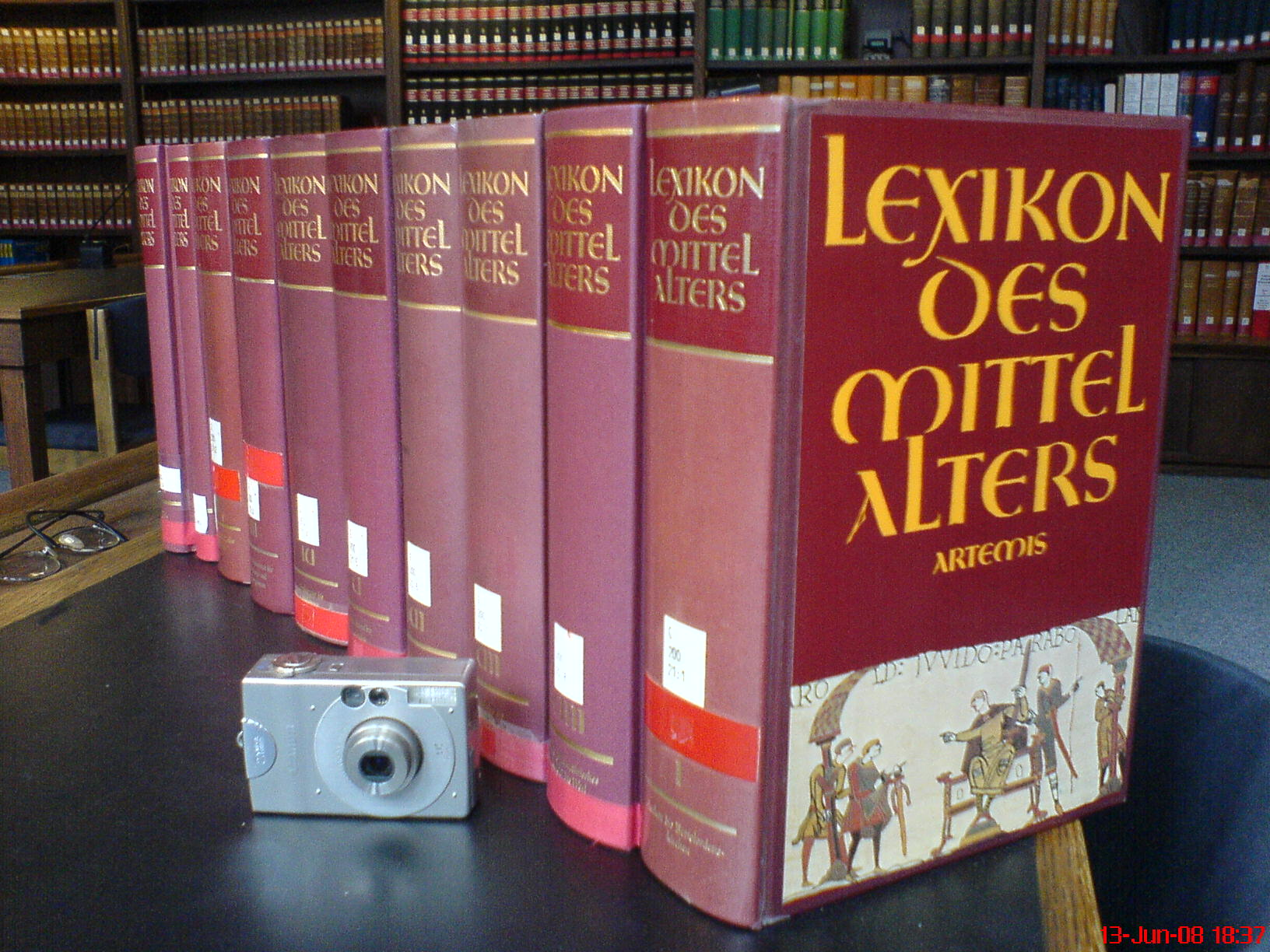
Lexikon des Mittelalters

Das Lexikon des Mittelalters (LMA, LexMA, LdM o. ä.) ist ein deutschsprachiges Nachschlagewerk zur Geschichte und Kultur des Mittelalters in neun Bänden und einem Registerband. Es wurde von einem internationalen Autorenkollektiv erstellt, von Robert-Henri Bautier mit Gloria Avella-Widhalm, Ulrich Mattejiet und Robert Auty herausgegeben und umfasst über 36.000 Artikel. Der behandelte Zeitraum reicht von der Spätantike bis zum Beginn der Neuzeit um das Jahr 1500, wobei auch Byzanz und die arabische Welt berücksichtigt sind.
Es gilt allgemein in der Mediävistik als unverzichtbar, wenngleich der Forschungsstand inzwischen teilweise überholt ist. Das Werk wird meist als LexMA (oder LMA) unter Angabe der Spalten (Sp.) zitiert und auch Artemis-Lexikon des Mittelalters genannt.
Die Teillieferungen der gebundenen Originalausgabe erschienen seit 1977. Die Bände 1 (1980) bis 6 (1993) erschienen im Artemis- beziehungsweise Artemis-&-Winkler-Verlag München und Zürich, die Bände 7 (1995) bis 9 (1998) im LexMA-Verlag München. Ein Registerband erschien 1999 in Lachen am Zürichsee.

## Ausgaben
- Lexikon des Mittelalters. 10 Bände. Artemis, München/Zürich (Band 8 und 9, 1997–1998, nur München, Band 10 nur Lachen am Zürichsee) (1977) 1980–1999; verkürzter Neudruck (in 9 Bänden): Stuttgart/Weimar 1999 und öfter.

Das Lexikon ist auch als Studienausgabe beim Metzler-Verlag Stuttgart / Weimar 1999 (ISBN 3-476-01742-7, Lizenz des Coron-Verlags Schoeller, Lachen am See), 2002 zudem als Taschenbuchausgabe bei dtv (ISBN 3-423-59057-2) erschienen. In den Nachauflagen wurden der neunte Band und der Registerband zu einem Band zusammengefasst. 
Digitale Ausgaben erschienen 2000 als CD-ROM bei Metzler sowie als Online-Version (mit Nutzerbeschränkung) bei BREPOLiS, dem Onlineangebot von Brepols.